# Mein Kinderradio
Mein Kinderradio ist ein privater Hörfunksender in Graz, der sich vorwiegend an Vorschulkinder richtet. Betreiber ist die Radino GmbH mit Sitz in Wien. Verbreitet wird das Programm terrestrisch in Wien, wo der Sender seit Sendestart ein Büro unterhält. Die Produktion des Programms läuft dezentral über unterschiedliche Standorte in Österreich und wird von extern in das System eingespielt. Damit arbeiten nach Angabe von Geschäftsführer Thomas Rybnicek insgesamt 12 Personen am Programm.

## Geschichte
Gegründet wurde der Sender bereits im September 2011 von Thomas Rybnicek, der zuvor bei KroneHit und Radio Graz tätig war. Partner sind Andreas Früchtl („Mr. Burns“, Party FM und Betreiber einer Veranstaltungsagentur) und Peter Aigner (Gesellschafter bei Party FM und Manager einer Entwicklungsfirma). Gemeinsam gründeten sie eine Limited Company in Birmingham mit einem Kapital von 120 Euro.
Der Anbieter hat im Mai 2013 die Zulassung erhalten und setzte sich damit im zweiten Anlauf – 2012 war eine ähnliche Bewerbung für Salzburg gescheitert – gegen die Einsprüche von drei Mitbewerbern durch. Ebenfalls im Mai wurde die Zweigniederlassung Österreich mit Sitz in Graz gegründet. Florian Novak (Lounge FM) kritisierte zuvor fehlende oder zu knapp kalkulierte Budgetposten, etwa für Lizenzen oder Honorare. Die im Juni 2013 zugewiesene UKW-Frequenz war zuvor von sporadisch sendenden Veranstaltungsradios genutzt worden und steht mit dem Bescheid der KommAustria erstmals für ein reguläres Hörfunkprogramm zur Verfügung. Senderstandort war der Turm I der DC Towers in der Donau City. Die tatsächliche Reichweite der UKW-Frequenz lag nach Aussage von Lounge FM bis zu diesem Zeitpunkt bei rund 15.000 Hörern. Den Ausschlag im Berufungsverfahren gab nach Angabe des Bundeskommunikationssenats (BKS) die zu erwartende Meinungsvielfalt des Programms, das „in einem nicht unerheblichen Ausmaß lokale Inhalte umfassen soll, die wiederum auf die – im gegenständlichen Versorgungsgebiet noch überhaupt nicht versorgte – Zielgruppe der Kleinkinder und deren Eltern Bedacht nehmen sollen“.
Obwohl sich der Sender weiter um Radiolizenzen in Österreich bemühen will, sieht Rybnicek das Entwicklungspotenzial des Senders insbesondere im Webradio. Seit April 2018 nahm der Sender zusätzlich am ersten DAB-plus-Regelbetrieb in Wien teil (CityMUX Wien II mit 12,6 kW), im Februar 2020 wechselte der Sender in den Bundesmux.

## Programm
Der Sender richtet sich nach eigenen Angaben an drei- bis siebenjährige Kinder sowie deren Eltern und Großeltern. Demnach sei die neunjährige Schülerin Mirjam (die Tochter Rybniceks) die „Leiterin“ des Programms. Ihre Aufgabe sei die Überprüfung des Programms auf die Eignung für die Zielgruppe, nachdem alle anderen Mitarbeiter Erwachsene seien. Sie soll auch die Dinosaurier-Kunstfigur „Radino“ erschaffen haben, die als Computerstimme das Programm moderiert. Damit wird erstmals ein Programm mittels Sprachsynthese „live“ moderiert; ein Konzept, das es bisher nur für vorproduzierte Programmbeiträge (beispielsweise Verkehrssender wie WDR VERA) gab. Tatsächlich stammt das Konzept von Gründer Rybnicek, der an der Martin-Luther-Universität Halle-Wittenberg den Masterstudiengang „Online Radio“ absolviert und sich dort mit Sprachsynthese befasst. Die Stimme des Dinosauriers wird von Moderatorin Doris Wiener-Pucher alias „Winnie“ gesteuert, die selbst als Komoderatorin fungiert. Für dieses Moderationskonzept bekam der Sender 2016 den Österreichischen Radiopreis (Silber) in der Kategorie Innovation für Sprachsynthese, Voicetracking und Livemoderation.
Zum redaktionellen Teil des Programms gehören kindgerecht aufbereitete Nachrichten, Wetterinformationen, Veranstaltungstipps und lokale Informationen, sowie Hörbücher für die Zielgruppe, darunter die Pumuckl-Geschichten. Zu den journalistischen Beiträgen gehören populärwissenschaftliche Informationen u. a. aus den Themenbereichen Zoologie, Astronomie oder der allgemeinen kindlichen Neugier. Der Anbieter erklärt, man wolle die im Privatradiogesetz (PrR-G) definierten Programmgrundsätze „weit über die gesetzlichen Parameter hinaus erfüllen.“ Nachts wird ein „Light“-Musikprogramm für gestresste Eltern gesendet.

## Finanzierung
Nach Recherche des Standard und Horizont kommt das Programm ohne Werbung aus. Finanzieren soll es sich durch „Patronanzen“ (regelmäßige Spender oder Sponsoren). Vor Sendestart sei mit den Kinderhotels bereits eine Patronanz über die tägliche Sendung „Radinos Minidisco“ übernommen worden. Demgegenüber spricht die KommAustria von einem geplanten Wort-Musik-Verhältnis tagsüber von 25:75, wobei der Wortanteil inklusive Werbung zu verstehen sei. Der Sender selbst gibt an, man wolle „freiwillig auf die Ausstrahlung klassischer Werbung und Spots“ verzichten. Mit Sonderwerbeformen biete sich die Möglichkeit, die „besondere Hörerschaft Eltern/Kind sanft und zielgruppengerecht“ anzusprechen. Die Vermarktung läuft über den Sender selbst, Rybnicek und die Agentur radioworks (Klagenfurt). Bereits vor dem Sendestart waren auf der Homepage des Senders mehrere Onlinespiele von Drittanbietern eingebettet.

## Verbreitung und Reichweite
Verbreitet wird das Programm über den UKW-Sender Wien/Innere Stadt (Donaukanal) auf 103,2 MHz mit 0,24 KW ERP rund um den alten Raiffeisentower am Donaukanal. Darüber hinaus ist das Programm über die Homepage des Senders zu empfangen, über eine Mobile App und im Netz von A1 TV. Weiters ist der Sender im DAB-Bundesmux vertreten.

## Moderatoren
- Doris Wiener-Pucher (Radinos „Mama“)
- André Brunner-Fruhmann (Radinos Minidisco)